# ألبرتو ريبيكا
ألبرتو ريبيكا (بالإيطالية: Alberto Rebecca)‏ (30 مايو 1985 في إيطاليا - ) هو لاعب كرة قدم إيطالي في مركز الهجوم. لعب مع نادي بوتيف بلوفديف ونادي فينيزيا وFC Carpenedolo SSD ‏ وASD Sangiovannese 1927 ‏ وASD Sacilese Calcio ‏ وADC Ars et Labor Grottaglie ‏ وASD Polisportiva Tamai ‏ وفيرتوس فيرونا وVigontina San Paolo FC ‏ وCuoiovaldarno RFC ‏ وUS Pianese ‏.

## وصلات خارجية
- ألبرتو ريبيكا على موقع قاعدة بيانات كرة القدم.إي يو (الإنجليزية)